# Filles du Roi
As Filles du Roi (Filhas do Rei, em português) eram jovens mulheres solteiras que imigravam para a Nova França no século XVII para lá se casarem, fixarem residência e estabelecer família para colonizar o território. O rei da França agia como tutor, pagando os custos da viagem e um dote para o casamento. Eram em sua maioria originárias do noroeste da França, frequentemente órfãs, de origens modestas e criadas em conventos.
Para povoar a colônia da Nova França que foi, no início, uma colônia de exploração do comércio de peles, foi necessário fornecer esposas aos cultivadores solteiros que haviam imigrado para possibilitar a fixação de famílias no território. No dote que recebiam do rei da França estavam compreendidos objetos úteis à sua nova vida. Em contraste, a colônia inglesa da Nova Inglaterra na América foi, desde o início, uma colônia de povoamento com famílias inteiras de imigrantes, refugiados políticos, econômicos e religiosos. A colonização espanhola no sul da América foi mais diferente, com a ideologia de conquistadores vindos para pilhar e explorer, e retornar à Espanha com o máximo de riquezas.
Órfas e de origens modestas, as filles du Roi começam a chegar a partir de 22 de setembro de 1663 para povoar a Nova França. As que se estabeleceram na região de Montreal foram acolhidas por Marguerite Bourgeoys. Aproximadamente 770 serão enviadas à colônia. Após dez anos, elas fazem triplicar a população no território.
Enviadas pelo rei Louis XIV a pedido do intendente Jean Talon, as jovens tinham entre 15 e 30 anos. Vinham, em sua maioria, dos orfanatos de cidades costeiras como Honfleur, Dieppe ou La Rochelle, de instituições que cuidavam dos necessitados e de crianças abandonadas, etc.

## Origem
A expressão filhas do Rei deixa explícito que estas imigrantes eram as pupilas de Luiz XIV e que a título de protetor, este cumpriria aos devederes de pai natural zelando por elas e as adotando. Na Nova França, entre 1663 e 1673, a questão do dote teve uma importância particular, pois as autoridades locais incitavam os homens solteiros a desposarem-nas.
Os dotes convencionais à época eram constituídos de móveis, artigos domésticos, dinheiro, terra ou outros bens recebidos em herança. Por vezes incluía elementos descritos no contrato de casamento. Geralmente, não importando o sexo, todos os filhos de um casal tinham direito a uma parte igual da herança familiar. Mesmo a mais pobre delas poderia contar com bens que se não lhes pertencesse à época do casamento, poderiam mais tarde enriquecer o patrimônio da família que ela fundaria.